# Société anonyme des ateliers de Sécheron
La société anonyme des ateliers de Sécheron (SAAS) était une entreprise genevoise spécialisée en électrotechnique. La société a été absorbée en 1988 par le groupe ABB et continue ses activités sous les noms d'ABB Sécheron SA et de Sécheron SA deux entités juridiquement séparées.

## Historique

### Origines
La SAAS est issue des hypothèques consécutives à la banqueroute de la Compagnie de l’industrie électrique et mécanique (CIEM). La vocation de cette société était de maintenir la capacité de production pour parachever l'électrification du réseau CFF. La compagnie était plus familièrement dénommée « Sécheron », du nom du faubourg du Petit-Saconnex, annexé en 1931 à la communauté urbaine de Genève.

### Reprise par Brown-Boveri
En 1919 déjà, l'entreprise Brown, Boveri & Cie en devient l'actionnaire majoritaire. 5 ans plus tard, la SAAS deviendra indépendante et le restera jusqu'en 1970, lorsque BBC rachète toutes les actions sur le marché pour devenir alors actionnaire unique. SAAS change de nom en 1982 pour devenir BBC Sécheron.
Elle sera absorbée en 1988 par le groupe ABB, né de la fusion de BBC avec le suédois ASEA.

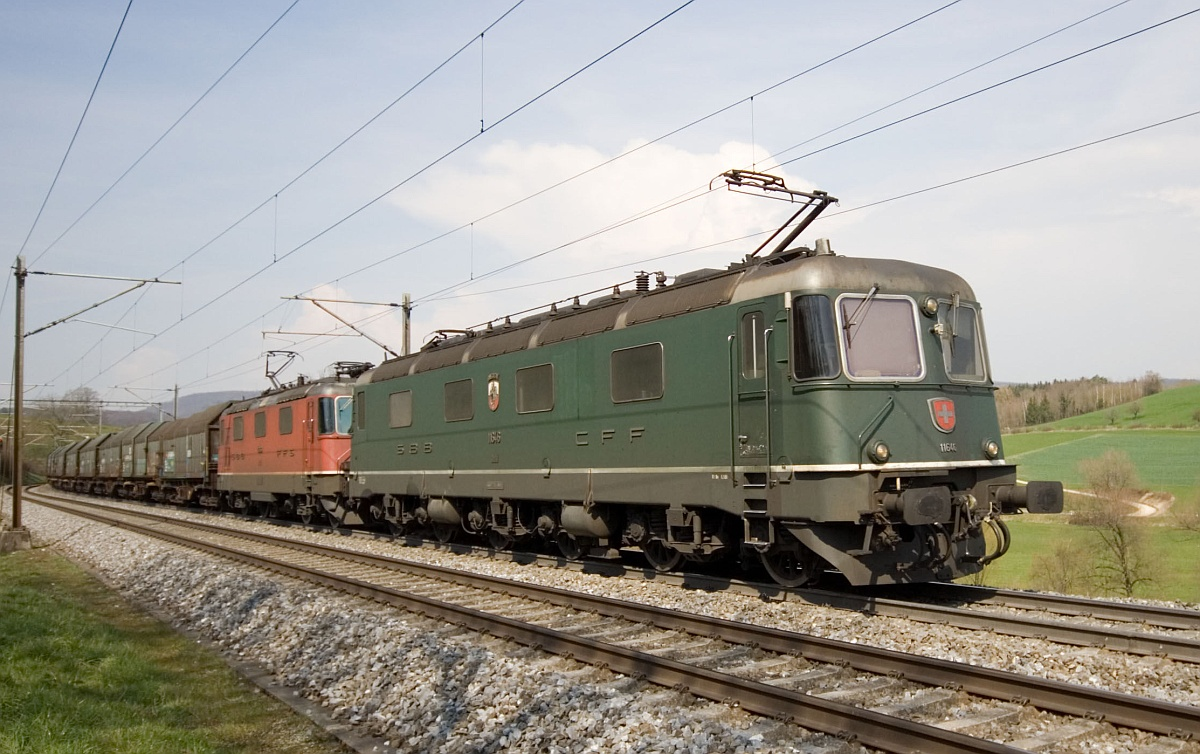
Re 6/6 et Re 4/4 II sont des produits de Sécheron

## Produits
- Électrodes pour le soudage à l’arc à l’électrode enrobée
- Diode à vapeur de mercure
- Équipement électrique de centrales hydroélectriques
- Locomotives électriques, en collaboration avec d'autres entreprises (BBC, SLM ou SIG) : Re 4/4 I, Re 4/4 II et III, Re 6/6, RABDe 8/16, BB13000 SNCF.
- Régulateur de vitesse pour train, métro, tramway et trolleybus
- Disjoncteurs à courant continu
- Redresseurs de Traction
- Automotrices pour diverses compagnies ferroviaires.